# Zidane Banjaqui
Zidane Agustini Banjaqui (Lisbona, 15 dicembre 1998) è un calciatore guineense con cittadinanza portoghese, centrocampista del Panserraïkos.

## Caratteristiche tecniche
È un centrocampista centrale.

## Carriera

### Club
Cresciuto nel settore giovanile del Benfica, ha esordito con la seconda squadra del club portoghese disputando l'incontro di LigaPro vinto 2-1 contro il Porto B del 23 aprile 2017.
Dopo aver trascorso la stagione 2017-2018 in prestito al Mirandela, nel mercato estivo del 2018 è stato ceduto a titolo definitivo al Desp. Aves.

### Nazionale
Ha esordito in nazionale nel 2022; nel 2023 ha partecipato alla Coppa d'Africa.

## Statistiche
Statistiche aggiornate al 4 gennaio 2020.

### Presenze e reti nei club
| Stagione        | Squadra         | Campionato      | Campionato | Campionato | Coppe nazionali | Coppe nazionali | Coppe nazionali | Coppe continentali | Coppe continentali | Coppe continentali | Altre coppe | Altre coppe | Altre coppe | Totale | Totale | Totale |
| Stagione        | Squadra         | Comp            | Pres       | Reti       | Comp            | Pres            | Reti            | Comp               | Pres               | Reti               | Comp        | Pres        | Reti        | Pres   | Reti   |        |
| --------------- | --------------- | --------------- | ---------- | ---------- | --------------- | --------------- | --------------- | ------------------ | ------------------ | ------------------ | ----------- | ----------- | ----------- | ------ | ------ | ------ |
| 2016-2017       | Benfica B       | LdH             | 1          | 0          |                 | -               | -               |                    | -                  | -                  |             | -           | -           | 1      | 0      |        |
| 2017-2018       | Mirandela       | LdH             | 22         | 2          | CP+CdL          | 0               | 0               |                    | -                  | -                  |             | -           | -           | 22     | 2      |        |
| 2019-2020       | Desp. Aves      | PL              | 3          | 0          | CP+CdL          | 0               | 0               |                    | -                  | -                  |             | -           | -           | 3      | 0      |        |
| Totale carriera | Totale carriera | Totale carriera | 26         | 2          |                 | 0               | 0               |                    | -                  | -                  |             | -           | -           | 26     | 2      |        |